# Mildred Clinics

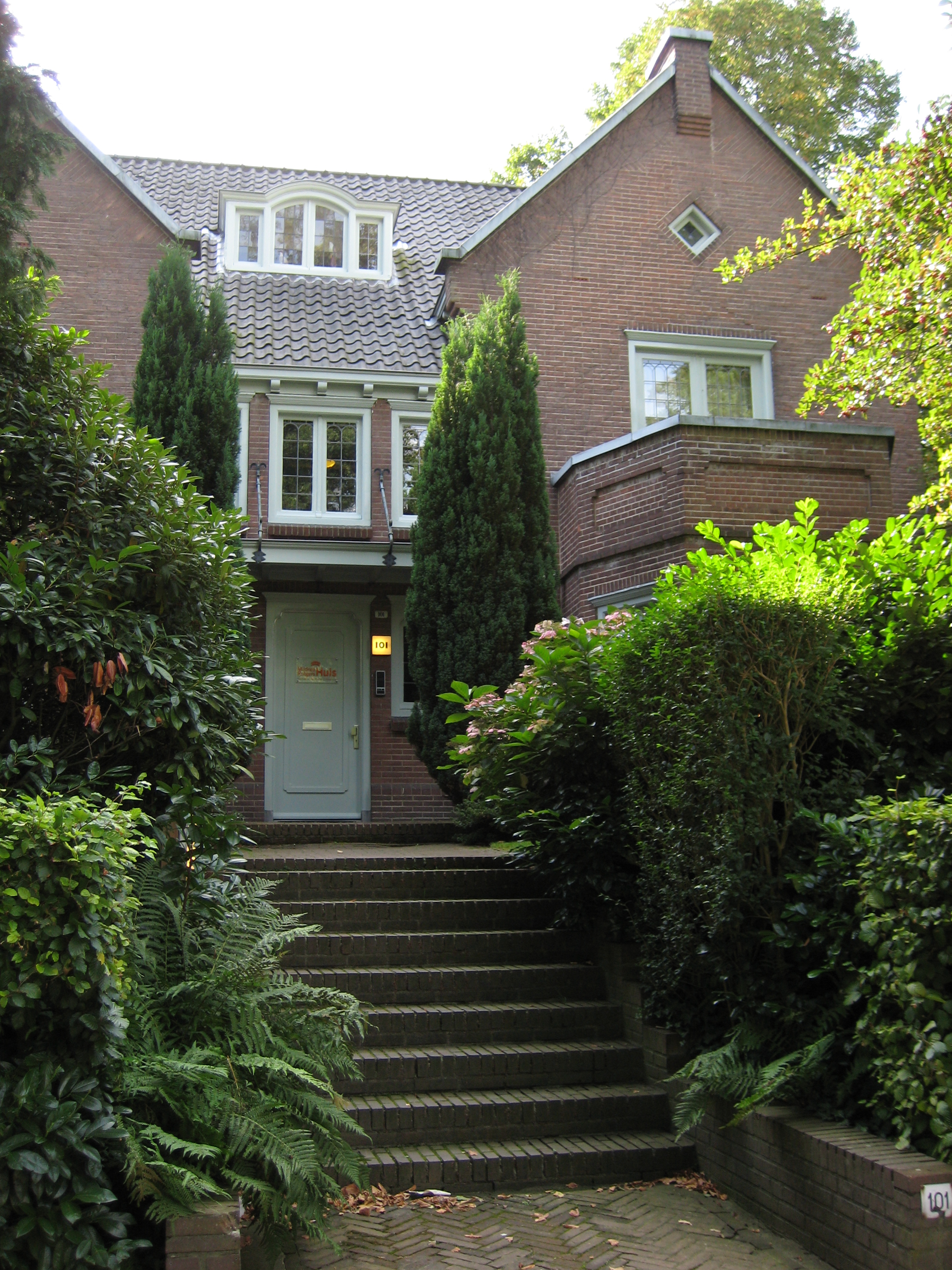
De vooringang van het Mildredhuis aan de Zijpendaalseweg in 2007

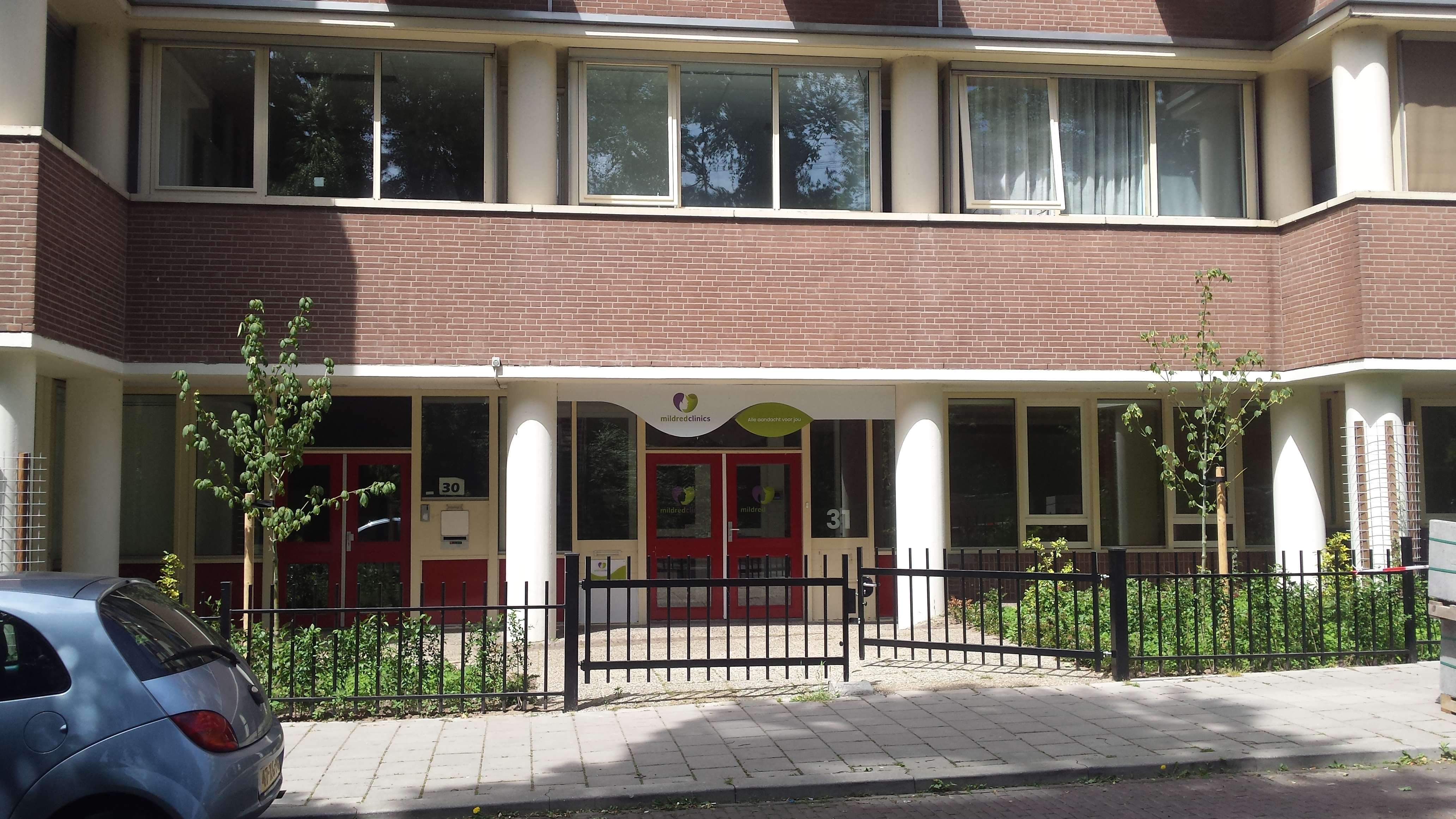
Ingang Mildred Clinics Arnhem aan de Sonsbeeksingel in 2019

Mildred Clinics is een keten van drie abortusklinieken in Nederland. Mildred Clinics is begin 2018 ontstaan als een fusie tussen het Mildredhuis in Arnhem (geopend in 1971, in 2017 verhuisd van de Zijpendaalseweg naar de Sonsbeeksingel) en Stimezo Eindhoven (geopend in 1972). In 2018 opende de stichting nog een extra dependance in 's-Hertogenbosch.
De doelstelling en missie van de stichting is het verlenen van kwalitatief goede hulp bij ongewenste zwangerschap. Dit houdt in het counselen van vrouwen (en hun partner) ten aanzien van het al dan niet gewenst zijn van een zwangerschap. Als de vrouw weloverwogen besloten heeft deze zwangerschap te willen afbreken en de duur van de zwangerschap valt binnen de grenzen die in de Mildred Clinics van toepassing zijn, dan wordt deze zwangerschap afgebroken. Daarnaast behoort het geven van advies bij problemen op het gebied van anticonceptie integraal bij de hulpverlening. Men werkt vanuit de visie van vrouwengezondheidszorg en streeft emanciperende hulpverlening na.

## Locatie Arnhem
Het Mildredhuis of voluit het Mildred-Rutgershuis opende op 27 februari 1971 aan de Zijpendaalseweg 101 in Arnhem. Het hiervoor benodigde geld was ingezameld bij een televisieactie van de socialistische omroep VARA. De actie werd georganiseerd door de Stichting Medisch Verantwoorde Zwangerschapsonderbreking (Stimezo). In die tijd was het ondergaan en uitvoeren van een abortus illegaal, maar werd gedoogd als men zich hield aan bepaalde kwaliteitseisen. In 1981 is de Wet afbreking zwangerschap aangenomen.
In 2017 verhuisde de kliniek van het Mildredhuis aan de Zijpendaalseweg naar een modern pand aan de Sonsbeeksingel 29–31, enkele straten verderop. Het oude gebouw werd verkocht aan een nieuwe eigenaar en grondig gerenoveerd.

## Locatie Eindhoven
Stimezo Eindhoven is ontstaan in 1972. In april 1989 was de kliniek gevestigd aan de Prins Hendrikstraat. Eind 1989 werd een poging tot brandstichting gedaan bij Stimezo Eindhoven. Op 19 februari 1991 is er zelfs een bomaanslag gepleegd op het gebouw waar de kliniek van Stimezo Eindhoven net uit verhuisd was, al was het naambord nog aan de buitenkant bevestigd. Geen van beide aanslagen is opgeëist; vermoed wordt dat er radicale christelijke antiabortusactivisten achter zaten.
In april 2019 meldde Mildred Clinics in Eindhoven dat er elke laatste dinsdag van de maand antiabortusdemonstranten tegenover de kliniek stonden te demonstreren. Zij zouden vrouwen hebben lastiggevallen.